# Fredede bygninger i Odder Kommune
Denne liste over fredede bygninger i Odder Kommune viser alle fredede bygninger i Odder Kommune, bortset fra kirker. Listen bygger på data fra Kulturarvsstyrelsen.
| Sagsnavn                        | Komplekstype | Opførelsesår | Adresse                       | Koordinater                                   | Fredningsår (1. fredning) | ID (Link til Kulturarv.dk) | Billede     |
| ------------------------------- | ------------ | ------------ | ----------------------------- | --------------------------------------------- | ------------------------- | -------------------------- | ----------- |
| Centralhotellet                 | Byejendom    | 1908         | Rosensgade 16, 8300 Odder     | 55°58′21″N 10°08′49″Ø / 55.97251°N 10.14702°Ø | 1993                      | 727-52542-1                | Upload foto |
| Centralhotellet                 |              | 1908         | Rosensgade 18, 8300 Odder     | 55°58′21″N 10°08′49″Ø / 55.97254°N 10.14681°Ø |                           | 727-52569-1                | Upload foto |
| Centralhotellet                 |              | 1907         | Rosensgade 20, 8300 Odder     | 55°58′21″N 10°08′48″Ø / 55.97248°N 10.14657°Ø |                           | 727-52593-1                | Upload foto |
| Dybvad                          | Herregård    | 1750         | Gyllingvej 31, 8300 Odder     | 55°55′07″N 10°09′45″Ø / 55.91862°N 10.16260°Ø | 1950                      | 727-24433-1                | Upload foto |
| Gylling Præstegård              |              | 1720         | Fallingvej 1, 8300 Odder      | 55°53′27″N 10°09′53″Ø / 55.89072°N 10.16483°Ø | 1945                      | 727-18867-1                | Upload foto |
| Gylling Præstegård              |              | 1859         | Fallingvej 1, 8300 Odder      | 55°53′27″N 10°09′53″Ø / 55.89072°N 10.16483°Ø |                           | 727-18867-3                | Upload foto |
| Gylling Præstegård              |              | 1800         | Fallingvej 3, 8300 Odder      | 55°53′30″N 10°09′54″Ø / 55.89162°N 10.16490°Ø |                           | 727-18875-3                | Upload foto |
| Hotel Phønix                    |              | 1870         | Rosensgade 64A, 8300 Odder    | 55°58′17″N 10°08′29″Ø / 55.97148°N 10.14137°Ø | 1984                      | 727-53042-1                | Upload foto |
| Randlev Præstegård              |              | 1749         | Kirkevej 52, 8300 Odder       | 55°56′41″N 10°11′12″Ø / 55.94466°N 10.18655°Ø | 1950                      | 727-33750-1                | Upload foto |
| Randlev Præstegård              |              | 1923         | Kirkevej 54, 8300 Odder       | 55°56′40″N 10°11′12″Ø / 55.94448°N 10.18680°Ø |                           | 727-33750-2                | Upload foto |
| Randlev Præstegård              |              | 1775         | Kirkevej 56, 8300 Odder       | 55°56′40″N 10°11′10″Ø / 55.94443°N 10.18618°Ø |                           | 727-33750-3                | Upload foto |
| Monument i Rathlousdals park    | Obelisk      | 1783         | Kongshusvej 68B, 8300 Odder   | 55°57′58″N 10°07′32″Ø / 55.96602°N 10.12552°Ø | 1948                      | 727-34552--1               | Upload foto |
| Rodstenseje                     | Herregård    | 1681         | Rodstensejevej 10, 8300 Odder | 55°57′35″N 10°09′44″Ø / 55.95980°N 10.16221°Ø | 1918                      | 727-52275-1                | Upload foto |
| Sandager Mølle nu: Odder Museum | Vandmølle    | 1900         | Møllevej 3, 8300 Odder        | 55°58′15″N 10°08′21″Ø / 55.97087°N 10.13917°Ø | 1971                      | 727-43713-1                | Upload foto |
| Sandager Mølle                  |              | 1900         | Møllevej 3, 8300 Odder        | 55°58′15″N 10°08′21″Ø / 55.97087°N 10.13917°Ø |                           | 727-43713-2                | Upload foto |
| Uldrupgård                      | Bondegård    | 1810         | Vads Møllevej 30, 8300 Odder  | 55°53′24″N 10°06′03″Ø / 55.88993°N 10.10090°Ø | 1949                      | 727-933-20                 | Upload foto |
| Uldrupgård                      |              | 1810         | Vads Møllevej 30, 8300 Odder  | 55°53′24″N 10°06′03″Ø / 55.88993°N 10.10090°Ø |                           | 727-933-21                 | Upload foto |
| Uldrupgård                      |              | 1810         | Vads Møllevej 30, 8300 Odder  | 55°53′24″N 10°06′03″Ø / 55.88993°N 10.10090°Ø |                           | 727-933-22                 | Upload foto |
| Uldrupgård                      |              | 1810         | Vads Møllevej 30, 8300 Odder  | 55°53′24″N 10°06′03″Ø / 55.88993°N 10.10090°Ø |                           | 727-933-23                 | Upload foto |
| Åkær                            |              | 1690         | Aakjærvej 100, 8300 Odder     | 55°54′38″N 10°06′23″Ø / 55.91060°N 10.10634°Ø | 1918                      | 727-933-3                  | Upload foto |